# Estación de Busdongo
Busdongo es una estación de ferrocarril situada en el municipio español de Villamanín, en la provincia de León, comunidad autónoma de Castilla y León. Dispone de servicios de Media Distancia operados por Renfe. Cumple también funciones logísticas.

## Situación ferroviaria
La estación se encuentra en el punto kilométrico 53,151 de la línea férrea de ancho ibérico que une Venta de Baños con Gijón a 1242 metros de altitud, entre las estaciones de Villamanín y de Linares-Congostinas. En dirección a Asturias, Busdongo marca el punto de inicio de la compleja subida al puerto de Pajares. 70 túneles y más de 150 viaductos deben ser superados para alcanzar Ujo. El tramo es de vía única y está electrificado.

## Historia

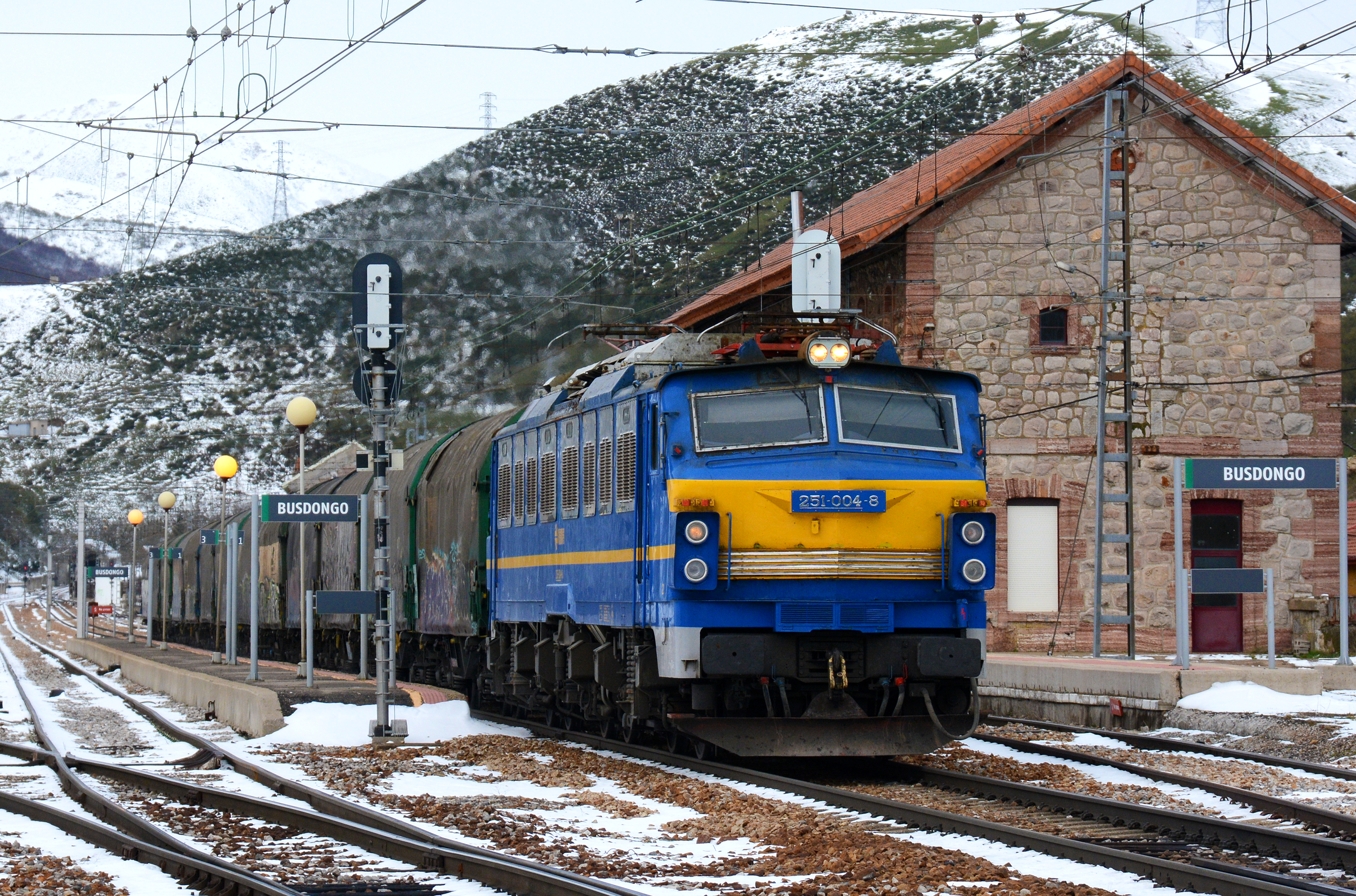
La locomotora 251.004 con mercancías metalúrgico pasando por la estación.

La estación fue abierta al tráfico el 23 de mayo de 1872 con la puesta en marcha del tramo La Pola de Gordón-Busdongo de Arbas de la línea que pretendía unir León con Asturias. La Compañía de los Ferrocarriles del Noroeste de España constituía en 1862 fue la encargada de la construcción y explotación del trazado. En 1878, apremiada por el Estado para que concluyera sus proyectos en marcha Noroeste se declaró en quiebra tras un intento de fusión con MZOV que no prosperó. Fue entonces cuando la estación pasó a manos de la Compañía de los Ferrocarriles de Asturias, Galicia y León creada para continuar con las obras iniciadas por Noroeste y gestionar sus líneas. Sin embargo la situación financiera de esta última también se volvió rápidamente delicada siendo absorbida por Norte en 1885. En 1941, la nacionalización del ferrocarril en España supuso la desaparición de esta última y su integración en la recién creada RENFE. 
Desde el 31 de diciembre de 2004, Renfe Operadora explota la línea mientras que Adif es la titular de las instalaciones ferroviarias.
Está previsto que el tráfico ferroviario se desplace a la Variante de Pajares, dejando sin servicio a esta estación. El 8 de agosto de 2022 tuvo lugar la primera circulación de un tren en pruebas de Renfe por la variante de Pajares.

## Servicios ferroviarios

### Media Distancia
Los servicios de Media Distancia de Renfe que tienen parada en la estación enlazan las ciudades de León, Oviedo y Gijón. La frecuencia varía entre 1 y 2 trenes diarios.
| Línea MD | Servicio | Origen/Destino          | Paradas intermedias | Destino/Origen |
| -------- | -------- | ----------------------- | --- | -------------- |
| 24       | Regional | León                    | La Robla · La Pola de Gordón · Santa Lucía · Villamanín · Busdongo · Linares-Congostinas · Puente de los Fierros · Campomanes · Pola de Lena · Ujo · Mieres-Puente · Llamaquique · Oviedo · Calzada de Asturias | Gijón          |
| 24       | Regional | Valladolid-Campo Grande | Valladolid-Universidad · Cabezón de Pisuerga · Corcos-Aguilarejo · Cubillas de Santa Marta · Dueñas · Venta de Baños · Palencia · Grijota · Becerril · Paredes de Nava · Villada · Grajal · Sahagún · El Burgo Ranero · Palanquinos · León · La Robla · La Pola de Gordón · Santa Lucía · Villamanín · Busdongo · Linares-Congostinas · Puente de los Fierros · Campomanes · Pola de Lena · Ujo · Mieres-Puente · Llamaquique · Oviedo · Calzada de Asturias | Gijón          |